# Gibson Explorer

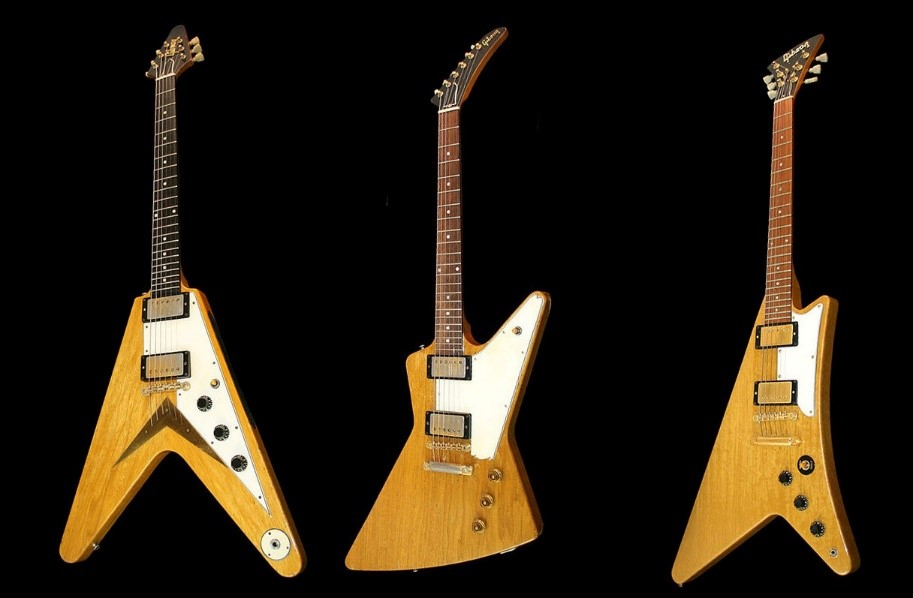
Die Gibson Modernistic-Serie: Flying V, Explorer und Moderne (v. Links)

Die Gibson Explorer ist ein E-Gitarren-Modell, das zuerst im Jahr 1958 von der US-amerikanischen Firma Gibson Guitar Corporation auf den Markt gebracht wurde.

## Geschichte und Konstruktion
Der Präsident der Gibson Guitar Corporation, Ted McCarty, entschied Mitte der 1950er-Jahre, einige neue Gitarrenmodelle mit modernem Anspruch ins Firmenprogramm aufzunehmen. Als Ergebnis entstanden die Flying V, die Moderne und die Explorer.
Alle drei Modelle hatten einen Massivholzkorpus (Solidbody) aus Korina-Holz (einer tropischen Mahagoni-Art) und waren bestückt mit zwei Humbucker-Tonabnehmern. Die auffälligen Instrumente waren vor allem für die als progressiv geltenden Jazzgitarristen gedacht, stießen aber weitgehend auf Ablehnung und waren ein kommerzieller Fehlschlag. Daher wurde die Explorer zunächst nur von 1958 bis 1959 hergestellt, und Anfang der 1960er-Jahre wurden noch in der Fabrik verbliebene unfertige Gitarren fertiggestellt und ausgeliefert. Diese Modelle unterscheiden sich von den in den 1950er-Jahren ausgelieferten lediglich durch teilweise andere Hardware und Tonabnehmer.
In den Auslieferungslisten Gibsons steht unter den Einträgen für die Flying V eine Spalte für „Korina (Mod. Gtr.)“, die neunzehn Instrumente für 1958 und drei für das Jahr 1959 auflistet. Man nimmt an, dass es sich hierbei um die Produktionszahlen der Explorer handelt, da bis heute keine nachweislich originale Gibson Moderne aufgetaucht ist (es gab den Deutungsversuch, dass es sich bei „Mod. Gtr.“ um die Moderne handelte) und es während der Produktionszeit unterschiedliche Namen innerhalb der Fabrik für dieses Modell gab.
Erst mit dem Aufkommen des Hard Rock Anfang der 1970er-Jahre wurde die Explorer zu einem populären und gesuchten Modell und inspirierte zahlreiche Hersteller von Instrumenten für die Hard-Rock-/Heavy-Metal-Klientel zu eigenen Variationen des Explorer-Themas, wie zum Beispiel die Firmen Jackson Guitars, ESP, Ibanez, B.C. Rich und andere. Gibson führte daher 1976 die Explorer zunächst als „Limited Edition“ wieder ein, nun allerdings mit einem Korpus aus Mahagoni.
Die Gitarre wird außerdem auch in verschiedenen Varianten hergestellt, dies meistens jedoch nur über einen begrenzten Zeitraum oder mit limitierter Stückzahl. So etwa als „Pro“ mit einem leicht verkleinerten Korpus, als „Reversed“, bei der die Korpusform gespiegelt und eine andere Kopfplattenform vorhanden ist, als „Holy“ bei der geometrische Durchbrüche in den Korpus gefräst sind oder als „Shark Fin“, die sich deutlich von der ursprünglichen Form entfernt. Originale Instrumente aus der ersten Produktionsserie mit Korina-Korpus gehören aufgrund der sehr geringen Stückzahlen heute zu den seltensten, gesuchtesten und teuersten Solidbody E-Gitarrenmodellen.